# Porcellio curti
Porcellio curti är en kräftdjursart som först beskrevs av Albert Vandel 1980.  Porcellio curti ingår i släktet Porcellio och familjen Porcellionidae. Inga underarter finns listade i Catalogue of Life.